# Calyptomyrmex nedjem
Calyptomyrmex nedjem är en myrart som beskrevs av Bolton 1981. Calyptomyrmex nedjem ingår i släktet Calyptomyrmex och familjen myror. Inga underarter finns listade.